# 横浜創英短期大学
横浜創英短期大学（よこはまそうえいたんきだいがく、英語: Yokohama Soei Junior College）は、神奈川県横浜市緑区三保町1番地に本部を置いていた日本の私立大学である。1989年に設置され、2015年に廃止された。大学の略称は創英短大。

## 概観

### 大学全体
- 神奈川県横浜市緑区に所在した日本の私立短期大学で[1]、設置主体は学校法人堀井学園。
- 1学科120名で1989年[注釈 1]に開学し[5]、2006年度から男女共学となり[6]、2007年度から2学科となった[7]。
- 2011年度の入学生を最後に、2015年10月30日付で廃止が認可された[8]。

### 教育および研究
- 情報系学科のみの短大として開学して以来、情報処理教育に傾注した。

### 学風および特色
- 自己を磨き、エキスパートとして地域社会に貢献できる人材育成すること。

## 沿革
- 1988年
  - 12月22日 文部省[注 1]より短期大学の設置が認可される[9]。
- 1989年
  - 4月1日 横浜創英短期大学が以下の学科体制にて開学する[注釈 1][9]。
    - 情報処理学科[注 2]
- 2000年
  - 4月1日 情報処理学科の入学定員を120→200に増員する[12]。
- 2004年
  - 4月1日 情報処理学科を情報学科に改称する[13]。
- 2006年
  - 4月1日 男女共学となる[6]。
- 2007年
  - 4月1日 看護学科[注釈 2]を増設し[7]、情報学科の入学定員を200から120名へ減員する[7]。
- 2008年
  - 4月1日 情報学科の入学定員を120から80名へ減員する[15]。
- 2011年
  - 4月1日 学生募集を最終とする[注 3]。大学は在学生卒業まで経過措置として存続する。
- 2015年
  - 10月30日 廃止認可される[17]。

## 基礎データ

### 所在地
- 神奈川県横浜市緑区三保町1番地

## 教育および研究

### 組織

#### 学科
- 情報学科[注釈 2]
- 看護学科[注釈 2]

#### 取得資格
- 看護学科は看護師受験資格が得られるカリキュラムが組まれている。

#### 附属機関
- 図書館[18]

#### 研究
- 『横浜創英短期大学紀要 創刊号 1991』[19]
- 『リーダーの健康法 則岡孝子(横浜創英短期大学教授)』[20]ほか。

## 学生生活

### 学園祭
- 横浜創英短期大学の学園祭は「秋桜祭」と呼ばれ毎年、概ね11月に行われている。 2011年は、10月15日(土)に実施。

## 施設

### キャンパス
- 交通アクセス：JR横浜線十日市場駅下車。
  - 徒歩を利用する場合は、18分程度はかかる。
  - バス利用の場合は、同駅1乗り場より横浜市営バス・東急バス「若葉台中央」行：23系統に乗車の上「郵便局前」バス停留所で下車。
- 東急田園都市線青葉台駅より横浜市営バス・東急バス「若葉台中央」行（15分）：（23系統）を利用して同バス停留所で下車することもできる。
- 相鉄本線三ツ境駅より神奈川中央交通バス「十日市場駅」行でも同バス停留所で下車できる。

### 学生食堂
- カフェテリアが学内に設置された。

## 対外関係

### 系列校
- 横浜翠陵中学校・高等学校
- 横浜創英中学校・高等学校

## 社会との関わり
- 聖マリアンナ医科大学病院や海老名総合病院などの実習協力施設があった。

## 卒業後の進路について

### 編入学・進学実績
- これまでの実績では東京家政学院大学・東京経済大学・東京女学館大学・文教大学・産業能率大学・松蔭大学・湘南工科大学などがある[21]。